# 非均勻採樣
非均勻取樣（英語：Nonuniform sampling）是取樣定理下的產物，藉由拉格朗日插值法及均勻取樣理論的關係，來達成滿足取樣定理的概括化型態。取樣定理限制了在對連續訊號取樣時的條件，如奈奎斯特準則，以避免取樣後的重構時產生訊號缺陷。而非均勻取樣則是在不同時間有不同的取樣間隔，但平均下來，整段取樣滿足取樣定理的限制，根據取樣定理的回推，這樣的作法在有限頻寬訊號重構時不會造成缺陷。因此，雖然均勻取樣在訊號重構時較簡單，完整的重構訊號卻不見得一定要用均勻取樣來的訊號才能達到。
1967年藍道提出的對於非均勻取樣及非基頻取樣的泛用理論提到，平均後的取樣率，無論是否均勻取樣，若是知道使用的頻譜為前題下，必須要是訊號占用頻寬的兩倍大。1990年代末期，這個理論推廣到占用頻寬的數量已知，而實際上頻譜位置未知的情形。2000年代，非均勻取樣與壓縮取樣逐漸發展成一套完整的理論，並實際實作在訊號處理上。如果頻譜位置是未知的，取樣率必須至少兩倍大於奈奎斯特準則，也就是說未知頻譜位置的代價是至少多兩倍的頻寬。

## 取樣混疊
奈奎斯特準則用取樣率限制了最大取樣頻率，若是超出這個頻率就會產生混疊。高於取樣頻率的成分將被重構成低於取樣頻率的訊號，因而導致重構失真，這樣的失真就稱為混疊，因為這兩個訊號有同樣的取樣值，重構時並不能主動判斷是哪一個成分訊號造成的。同樣的狀況也出現在數值分析裡的頻譜法。一般有兩個方式可以避免混疊的發生，一是提高取樣頻率，使之達到最凹訊號頻率的兩倍以上，意即使之符合奈奎斯特準則。二是引入低通濾波器，通常稱為抗混疊濾波器，用以濾除高於最大頻率之訊號。

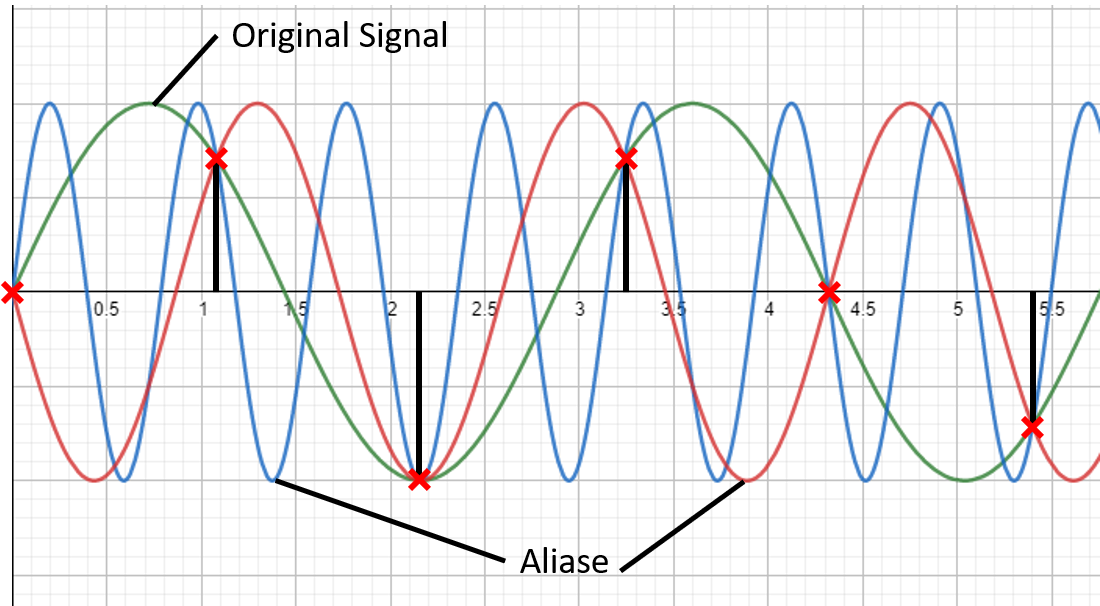
均勻取樣會造成訊號混疊

然而，若是將每個取樣的時間點前後挪移一點單位，在重構訊號時，由於只有被取樣頻率的正弦波可以經過取樣點，原本會被誤重構二個頻率均不會經過取樣點。暫且不論重構訊號的方式，此法的確可以避免混疊，是為非均勻取樣。研究亦有指出，在正確進行非均勻取樣的前提下，每一個頻率都有對應的取樣數值組合，在上述的例子中也顯示其抗混疊的效用，意即成功重構是可能的。

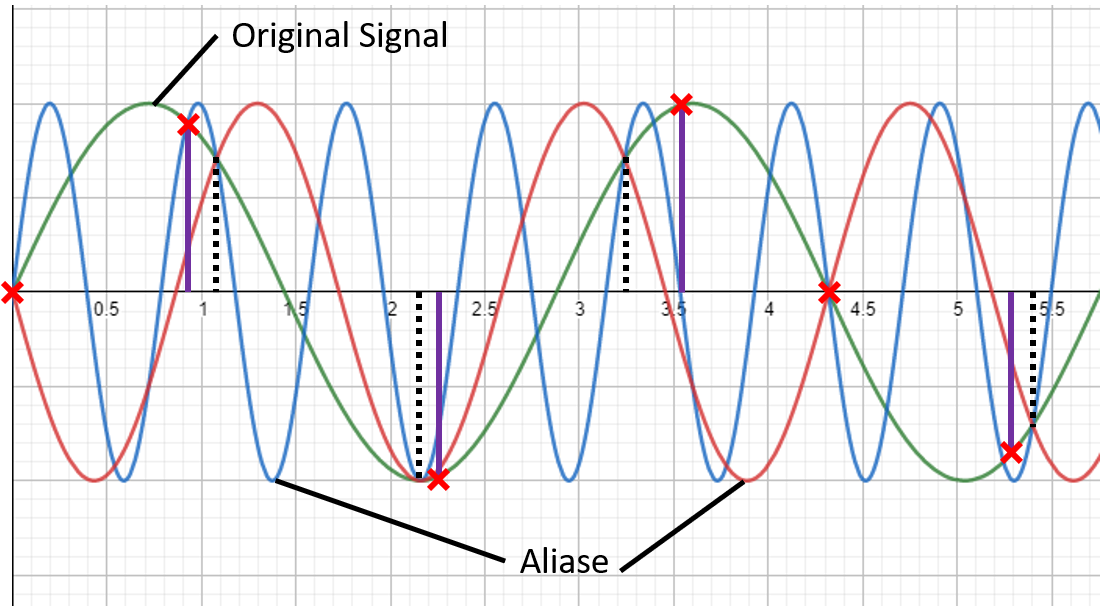
調整取樣時間點，便可有效避免訊號混疊

最常使用的非均勻採樣抗混疊訊號處理法的實作，是引入一串高精度且已知的時間長度，作為取樣的間隔。雖然非均勻取樣可以解決混疊問題，然實際使用上，包含取樣率的上限計算等，與一般均勻取樣不全然相同。平均取樣率是藉由總取樣點除以總取樣時間得到，最小取樣數則在均勻與否的取樣皆相同，均勻取樣則常常有超過數量的取樣點，目的同樣是為了防止混疊。

## 理論

### 拉格朗日插值法
當有n+1個時間點對應的值是知道的時候，可以建立一個n次多項式來重構此函數。假設這n+1個點為{\displaystyle z_{0},z_{1},\ldots ,z_{n}}，且其對應的值為{\displaystyle w_{0},w_{1},\ldots ,w_{n}}
以上對應存在一個為一的多項式使得：
{\displaystyle p_{n}(z_{i})=w_{i},{\text{ where }}i=0,1,\ldots ,n.}
而這個多項式可以用以下插值多項式加以簡化
{\displaystyle I_{k}(z)={\frac {(z-z_{0})(z-z_{1})\cdots (z-z_{k-1})(z-z_{k+1})\cdots (z-z_{n})}{(z_{k}-z_{0})(z_{k}-z_{1})\cdots (z_{k}-z_{k-1})(z_{k}-z_{k+1})\cdots (z_{k}-z_{n})}}}
以上式子可表示如下
{\displaystyle I_{k}(z_{j})=\delta _{k,j}={\begin{cases}0,&{\text{if }}k\neq j\\1,&{\text{if }}k=j\end{cases}}}
便可以將前述多項式寫成
{\displaystyle p_{n}(z)=\sum _{k=0}^{n}w_{k}I_{k}(z)}
{\displaystyle p_{n}(z_{j})=w_{j},j=0,1,\ldots ,n}
為了使式子形式更簡潔明瞭，引入以下函數
{\displaystyle G_{n}(z)=(z-z_{0})(z-z_{1})\cdots (z-z_{n})}
以下便為拉格朗日插值多項式：
{\displaystyle p_{n}(z)=\sum _{k=0}^{n}w_{k}{\frac {G_{n}(z)}{(z-z_{k})G'_{n}(z_{k})}}}
令{\displaystyle f(z_{j})=p_{n}(z_{j}),j=0,1,\ldots ,n,}則此多項是又可以寫作
{\displaystyle f(z)=\sum _{k=0}^{n}f(z_{k}){\frac {G_{n}(z)}{(z-z_{k})G'_{n}(z_{k})}}}

### 惠特克–夏農–科特爾尼科夫定理(Whittaker–Shannon–Kotelnikov) (WSK)
惠特克將以上插值多項式的定義拓展到整函數上，他給出了以下插值形式
{\displaystyle C_{f}(z)=\sum _{n=-\infty }^{\infty }f(a+nW){\frac {\sin[\pi (z-a-nW/W)]}{[\pi (z-a-nW/W)]}}}
當點在{\displaystyle z_{n}=a+nW}時，其函數值與前述{\displaystyle f(z)}相同。
延續前一節的簡化，以上整函數形式的插值函數{\displaystyle C_{f}(z)}亦可以簡化為
{\displaystyle C_{f}(z)=\sum _{n=-\infty }^{\infty }f(z_{n}){\frac {G(z)}{G'(z_{n})(z-z_{n})}},{\text{ where }}G(z)=\sin[\pi (z-z_{n})/W]{\text{ and }}z_{n}=a+nW}

當 a=0且W=1時，以上函數與現時定義之WSK理論近幾一致：
若一個函數可以以下形式表達
{\displaystyle f(t)=\int _{-\sigma }^{\sigma }e^{jxt}g(x)\,dx\qquad (t\in \mathbb {R} ),\qquad \forall g\in L^{2}(-\sigma ,\sigma ),}
則此函數可以藉由以下方式重構
{\displaystyle f(t)=\sum _{k=-\infty }^{\infty }f\left({\frac {k\pi }{\sigma }}\right){\frac {\sin(\sigma t-k\pi )}{\sigma t-k\pi }}\qquad (t\in \mathbb {R} )}

### 非均勻採樣
若存在一序列{\displaystyle \{t_{k}\}_{k\in \mathbb {Z} }}滿足以下條件
{\displaystyle D=\sup _{k\in \mathbb {Z} }|t_{k}-k|<{\frac {1}{4}},}
則
{\displaystyle f(t)=\sum _{k=-\infty }^{\infty }f(t_{k}){\frac {G(t)}{G'(t_{k})(t-t_{k})}},\qquad \forall f\in B_{\pi }^{2},\qquad (t\in \mathbb {R} ),}
{\displaystyle {\text{ where }}G(t)=(t-t_{0})\prod _{k=1}^{\infty }\left(1-{\frac {t}{t_{k}}}\right)\left(1-{\frac {t}{t_{-k}}}\right),} {\displaystyle B_{\sigma }^{2}.}是Bernstein space，{\displaystyle f(t)}均勻收斂於緊緻集。
以上稱為培力-威納-萊文森定理，為將WSK定理從均勻取樣時間拓展至非均勻取樣時間的定裡。